# シャルル・ド・フーコー
シャルル・ウジェーヌ・ド・フーコー・ド・ポンブリアン（フランス語: Charles Eugène de Foucauld de Ponbriand, 1858年9月15日 - 1916年12月1日）は、フランスのカトリック教会の神父で、探検家、地理学者である。

## 生涯
1858年、ストラスブールに貴族の家に生まれる。両親にとってシャルルは2人目の子供だった。ヴェルサイユでイエズス会のリセを卒業し、1877年にサン・シール陸軍士官学校を卒業した。フランス領アルジェリアに渡り、その後はモロッコに入国して調査を始めた。1888年に著書『モロッコのルネサンス』を発表した。帰国後、彼はパリのサントギュスタン教会に配属された。1890年に厳律シトー会に入会し、シリアやナザレに向かった。トゥアレグ族と共に行動し、彼らの文化を調査した。突然、彼は1916年にタマンラセット近郊で暗殺された。フランス支配に反発したサヌーシー教団によって差し向けられた刺客による犯行ではないかと言われている。
2001年4月24日に教皇ヨハネ・パウロ2世によって尊者に、2005年11月13日には教皇ベネディクト16世によって列福された。2021年11月、教皇庁列聖省は、2022年5月15日に教皇フランシスコによってシャルル・ド・フーコー神父を含む数名の福者の列聖式が執り行われると発表した。2022年5月15日、列聖式が執り行われた。